# Opus signinum

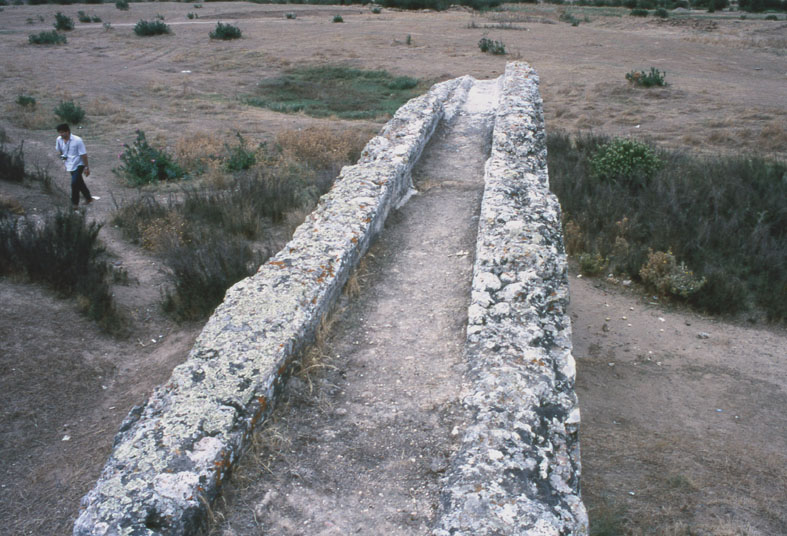
Przykład zastosowania opus signinum: akwedukt koło Sewilli

Opus signinum (wł. cocciopesto) – materiał budowlany używany w starożytnym Rzymie. Sporządzany był z dachówek potłuczonych na bardzo małe kawałki wymieszanych z zaprawą murarską, a następnie ubijanych za pomocą odpowiedniego ubijaka. Pliniusz w swojej Historii naturalnej opisuje jego produkcję:
„Nawet uszkodzona ceramika była wykorzystywana. Okazało się, że potłuczona na proch i wymieszana z wapnem, stawała się twardsza i trwalsza niż inne materiały o podobnej naturze, tworząc cement znany jako signine, szeroko używany do wykonywania podłóg w domach”

## Pochodzenie i rozprzestrzenienie
Technika ta została wynaleziona w północnej Afryce przed 256 r. p.n.e. i rozprzestrzeniła się stąd na Sycylię, a w końcu na Półwysep Apeniński. Podłogi z signinum spotyka się często w kartagińskich miastach w północnej Afryce i powszechnie w hellenistycznych domach na Sycylii. Chociaż pewną ilość podłóg z signinum znaleziono w Rzymie, technika ta nie była tutaj popularna. Witruwiusz opisuje proces kładzenia podłogi z signinum lub mozaiki. Powszechne używanie tej techniki rozpoczęło się w I w. p.n.e. i rozprzestrzeniło się zarówno w prywatnych jak i publicznych budynkach. W II wieku opus signinum zaczął ustępować miejsca bardziej dekoracyjnym rodzajom podłóg.